# Bonnie Pointer
Pour les articles homonymes, voir Pointer.
Patricia Eva Pointer dite Bonnie Pointer, née le 11 juillet 1950 à Oakland (Californie) et morte le 8 juin 2020 à Los Angeles (Californie), est une chanteuse américaine de rhythm and blues, de disco et de soul.

## Biographie
Bonnie Pointer est à l'origine une des Pointer Sisters (1969-1977). Après un premier album à grand succès intitulé The Pointer Sisters en 1973 (no 3 R&B et no 13 pop, album d'or et grand prix de l'Académie Charles-Cros), elles enchaînent les succès : That's a plenty, disque d'or lui aussi (no 33 R&B et no 82 pop), Live at the Opera House (no 29 R&B, no 96 pop), Steppin (no 3 R&B et no 22 pop) et enfin Having a party (no 51 R&B et no 176 pop en 1977).
Des quatre sœurs, trois se sont orientées, définitivement ou le temps d'un album, vers des carrières solo. Bonnie va elle à la Motown où elle obtiendra un certain succès avec deux albums intitulés Bonnie Pointer (1978 et 1979). De ces albums trois simples se classeront : Free me from my freedom, Heaven must have sent you et I can't help myself.
En 1978, elle sort un album de soul chez Motown intitulé sobrement Bonnie Pointer. Elle y reprend notamment le Heaven must have sent you des Elgins, selon la tradition Motown qui consiste à puiser dans le fond commun de standards (ici une chanson de H-D-H). Cette chanson connaîtra deux versions différentes : la version LP soul-jazzy et un remix à la sauce disco, partiellement rechanté. Ce remix permettra à la chanson, grand succès en discothèques, de se classer no 8 disco, no 52 R&B et no 11 pop (le 28 juillet 1979 pour ce dernier classement). Les deux versions de Bonnie Pointer sont disponibles sur le maxi-simple. En Angleterre, la première version est sortie en simple en janvier 1979, la deuxième en juillet 1979 et enfin en avril 1985 Heaven must have sent you est réédité en simple en même temps que Love Hangover, Got to Give It Up et Don't Leave Me This Way, autres classiques du label. Heaven... avait été précédé de Free me from my freedom, classé no 10 R&B. La version longue du 12" présente un exemple rare — pour ne pas dire unique — de chanson disco avec un solo de banjo, s'ajoutant au classique solo de basse.
Puis vient un second LP, intitulé lui aussi Bonnie Pointer, où elle reprend un autre standard Motown, I Can't Help Myself (Sugar Pie Honey Bunch) des Four Tops : elle est classée no 4 disco et no 40 (le 16 février 1980 pour le classement pop). Le second simple est le slow Deep inside my soul. L'album sorti en octobre se classe no 63 en décembre 1979. On reconnaît un style similaire dans les deux albums de Pointer faits surtout de reprises, avec entre autres des clochettes sur I can't help myself et Heaven... ainsi qu'une même mise en valeur du timbre particulier de la chanteuse (qui chante et arrange aussi les chœurs). Les deux albums sont réalisés par son mari Jeffrey Bowen qui avait auparavant réalisé des albums pour les Temptations.
Après une période de procès avec la Motown, elle sort en 1984 If the price is right, avec sensiblement la même équipe, un LP de funk FM. Il est soutenu par deux 45 tours, Premonition et Your touch. Elle contribue en 1984 à la BO du film Heavenly bodies avec The beast in me, réalisé par Gœtzman et Piccirillo. Sur la bande originale du film se trouve une autre chanson de Bonnie Pointer, Heaven.
Elle sort son dernier album Like a Picasso en 2011.
Bonnie Pointer décède d'un arrêt cardiaque le 8 juin 2020 à Los Angeles. Elle était âgée de 69 ans,.

## Discographie

### Solo
- Bonnie Pointer (red), 1978.
- Bonnie Pointer (purple), 1979.
- If The Price Is Right , 1984.
- Like A Picasso, 2011.